# Listă de comune din județul Brașov
Această listă de comune din județul Brașov cuprinde toate cele 48 comune din județul Brașov în ordine alfabetică.

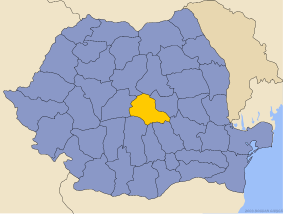
Județul Brașov

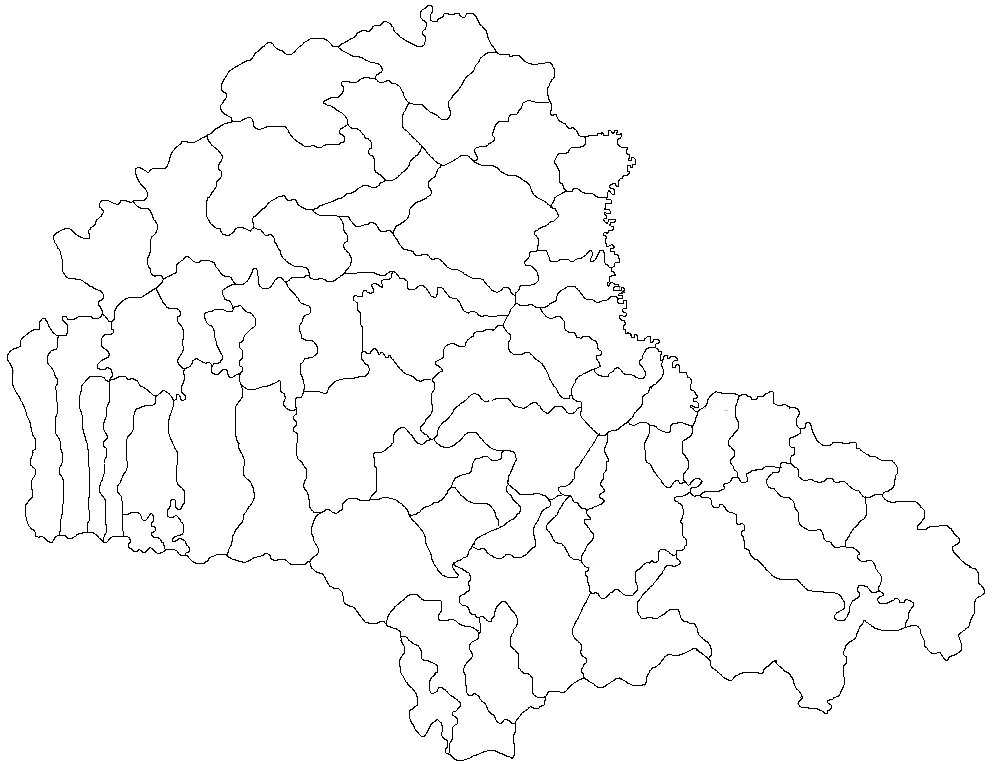
Harta județului cu împărțirea administrativ-teritorială pe comune

1. Apața
2. Augustin
3. Beclean
4. Bod
5. Bran
6. Budila
7. Bunești
8. Cața
9. Comăna
10. Cincu
11. Cristian
12. Crizbav
13. Drăguș
14. Dumbrăvița
15. Feldioara
16. Fundata
17. Hălchiu
18. Hărman
19. Hârseni
20. Hoghiz
21. Holbav
22. Homorod
23. Jibert
24. Lisa
25. Mândra
26. Măieruș
27. Moieciu
28. Ormeniș
29. Părău
30. Poiana Mărului
31. Prejmer
32. Racoș
33. Recea
34. Șercaia
35. Șinca
36. Șinca Nouă
37. Sâmbăta de Sus
38. Sânpetru
39. Șoarș
40. Tărlungeni
41. Teliu
42. Ticuș
43. Ucea
44. Ungra
45. Vama Buzăului
46. Viștea
47. Voila
48. Vulcan